# Liolaemus cuyumhue
Liolaemus cuyumhue — вид ігуаноподібних ящірок родини Liolaemidae. Ендемік Аргентини.

## Поширення і екологія
Liolaemus cuyumhue відомі за типовим зразком, зібраним в місцевості Бахо-де-Аньєло, в департаменті Аньєло в провінції Неукен, на висоті 260 м над рівнем моря.. Вони живуть на піщаних дюнах, місцями порослих чагарниками. Живляться комахами, відкладають яйця.

## Збереження
МСОП класифікує цей вид як такий, що перебуває на межі зникнення. Liolaemus cuyumhue загрожує знищення природного середовища.